# Nueva teoría del comercio
La nueva teoría del comercio es un conjunto de modelos económicos de comercio internacional, desarrollado entre finales de la década de 1970 y principios de 1980. Esta nueva teoría se centra en el papel que juegan los rendimientos a escala crecientes y en los efectos de red.

## Explicación
Según lo que habla la teoría neoclásica del comercio internacional, explica todos aquellos aspectos de ventajas comparativos. Por tanto, los países gozarán de una ventaja relativa y, mediante el intercambio de los distintos países, se complementarán para sacar lo mejor posible de las diferencias que existen entre ellas.
Sus teóricos suavizaron el supuesto de rendimientos a escala constantes, y algunos de ellos presentan argumentos en torno al uso de medidas proteccionistas para construir una fuerte base industrial en ciertos sectores económicos. 
Asimismo, expone formas menos cuantitativas del argumento de la industria naciente como contraposición al comercio libre irrestricto.

## Impacto de la teoría
Aunque la idea de proteger industrias nacientes no era nueva (una idea vigente, en teoría, desde el siglo XVIII, y en la política comercial desde la década de 1880), lo que era nuevo en la "nueva teoría del comercio" fue el rigor de la economía matemática utilizada para modelizar los rendimientos crecientes a escala, y en especial el uso del efecto de red para argumentar que la formación de industrias importantes dependía de una senda previa, de tal manera que se pudiera controlar la planificación industrial y el sistema tarifario. 
Los modelos desarrollados fueron muy técnicos y predijeron las posibilidades de especialización por industria nacional observadas en el mundo industrial (las películas de Hollywood, los relojes en Suiza, etc.). La historia de las concentraciones industriales dependientes de la trayectoria, en algún momento, puede dar lugar a la competencia monopolística o incluso a situaciones de oligopolio. 
Algunos economistas, como Ha-Joon Chang, habían argumentado que el libre comercio ha impedido el desarrollo de las industrias de automóviles japoneses en la década de 1950, cuando las cuotas y regulaciones impedían competir contra las importaciones. Se animó a las empresas japonesas a importar tecnología de producción extranjera, con el requisito de producir el 90% de las piezas en el país al cabo de cinco años. Las dificultades a corto plazo de los consumidores japoneses (que no pudieron comprar los vehículos superiores producidas por el mercado mundial) fueron más que compensados por los beneficios a largo plazo de los productores, que ganaron tiempo para poder competir con sus rivales internacionales.
- Datos: Q7016512